# Lanza
Een lanza is een Spaanse term die in de Middeleeuwen werd gebruikt om een militaire eenheid aan te duiden.

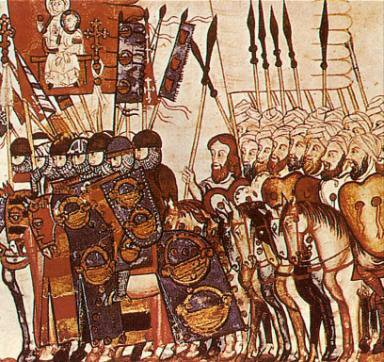
Spaanse en Moorse ruiters tijdens de Reconquista

Letterlijk vertaald betekent het Spaanse lanza in het Nederlands lans of speer.
Lanza wordt in Spaanse historische bronnen gebruikt om aan te duiden: één gewapende ruiter, die begeleid werd door zijn knechten, voetsoldaten en artillerie. Een compagnie van 500 lanzas kon bestaan uit wel 3000 man.
Lanzas konden zowel lichte als zware cavalerie zijn.
Zo bestonden bijvoorbeeld de troepen in het koninkrijk Castilië rond het eind van de 15e eeuw uit 25 groepen van ieder 100 lanzen, waarvan 20 groepen soldaten en 5 groepen lichte cavalerie.
Ook in Frankrijk werd de term lance gebruikt om een gevechtseenheid aan te duiden. In 1445/46 vond in Frankrijk een reorganisatie van het leger plaats waarbij een professioneel koninklijke leger werd samengesteld uit 20 compagnieën van elitecavalerie. Iedere compagnie telde 200 lances, en elke lance telde 6 man.